# Sveti Anzelm
Sveti Anzelm iz Canterburyja/iz Aoste, italijanski filozof, teolog in nadškof Canterburyja (od 1093 do 1109), * 1033, Aosta, Burgundija (danes Italija), † 21. april 1109, Canterbury, Anglija.
Nasilna vzgoja njegovega očeta, lombardskega plemiča, je precej vplivala na Anzelmovo odločitev za duhovniški poklic. Po smrti matere leta 1059 se je odpravil v Normandijo v benediktinski samostan v Becu, ki ga je vodil njegov sorojak Lanfranc. Anzelm je tudi v nadaljevanju sledil Lanfrancovi karierni poti od priorja samostana Bec do Canterburyjskega nadškofa v Angliji. Pokopan je v canterburyjski stolnici.

## Filozofija
Anzelm velja za utemeljitelja sholastike. Za razliko od intelektualcev iz zgodnjega srednjega veka, ki so bili pretežno enciklopedični kompilatorji ali mistiki , je Anzelm pod vplivom Berengarja iz Toursa prevzel racionalno dialektiko za orodje pri obravnavi temeljnih verskih resnic, med katerimi zavzema najopaznejšo mesto resnica o bivanju Boga. 
V Proslogionu, njegovem filozofsko najpomembnejšem delu, poskusi po racionalni poti dokazati bivanje Boga s tem, da si zamisli bitje, od katerega se ne more zamisliti ničesar večjega/popolnejšega od tega bitja samega. Misel o najeminentnejšem bitju, od katerega si ni mogoče zamisliti ničesar bolj eminentnega, je pogojena z obstojem tega bitja v realnosti in ne zgolj umišljeno v idejah, kakor se je na začetku argumenta izrazil Anselm. 